# St. Pius (Alsfeld)

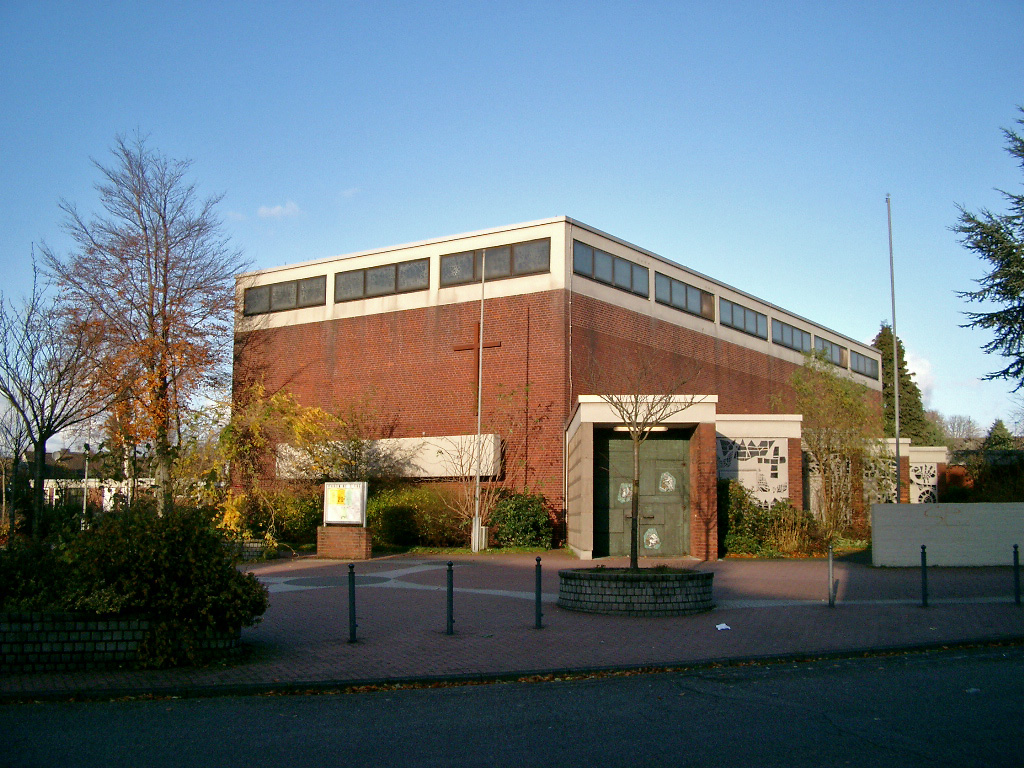
St. Pius (2002)

Die Kirche St. Pius war eine unter dem Patrozinium von Papst Pius X. stehende römisch-katholische Pfarrkirche, die von 1963 bis 2011 im Oberhausener Stadtteil Alsfeld bestand.

## Lage
Das Kirchengebäude lag in Oberhausen-Alsfeld im Stadtbezirk Sterkrade an der Einmündung der Försterstraße in die Jägerstraße. Die Adresse des Pfarrbüros lautete Försterstraße 5, Kindergarten und Pfarrheim standen an der Jägerstraße. Die Gebäude wurden 2011 abgerissen und an ihrer Stelle Wohngebäude errichtet.

## Geschichte

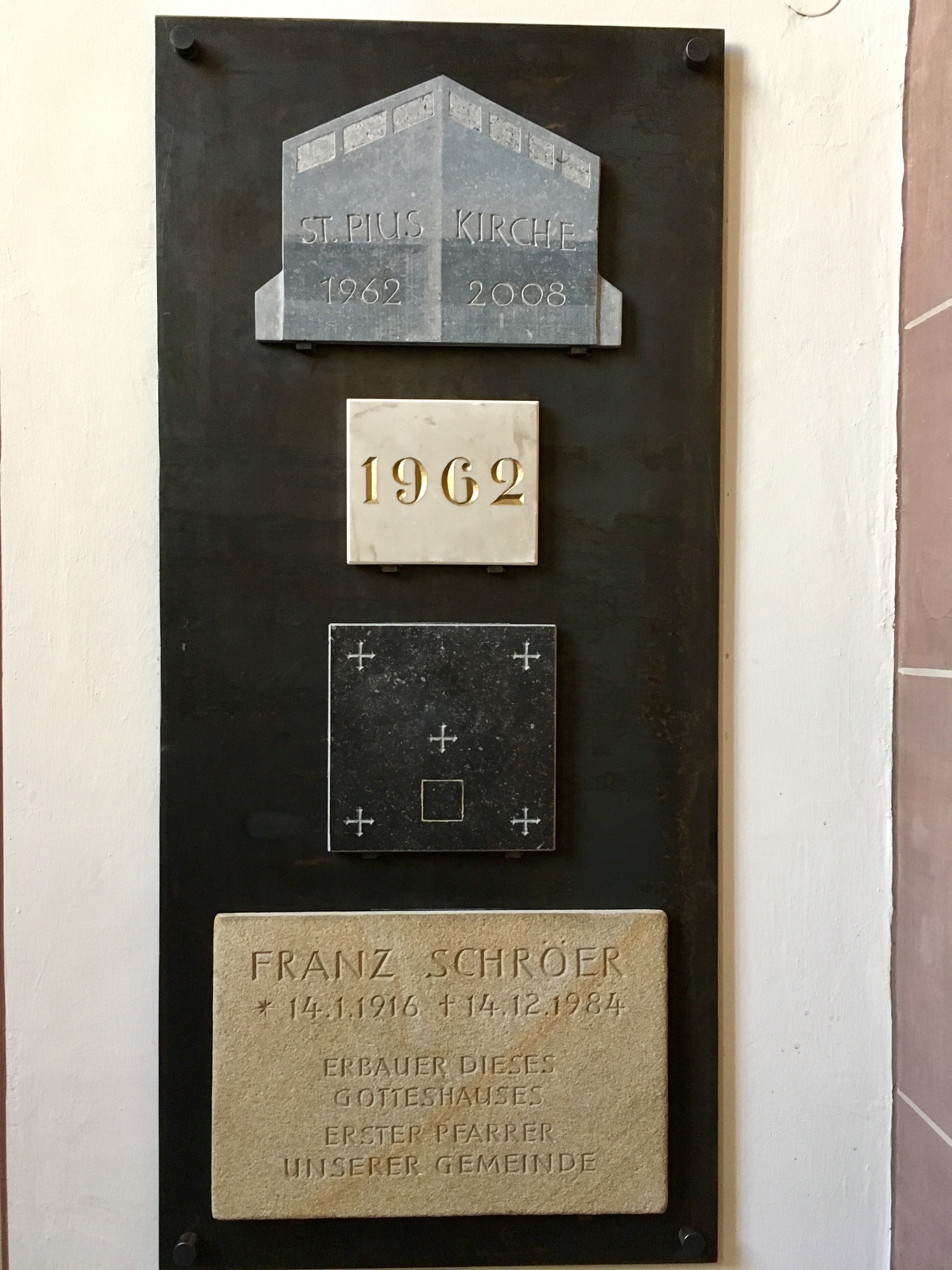
Grundstein der Kirche von 1962

Am 14. November 1958 beschloss der Kirchenvorstand der Mutterpfarre Herz Jesu Sterkrade aufgrund gestiegener Gläubigenzahlen, im Alsfeld eine neue Kirche zu bauen. Daraufhin wurde ein Architekturwettbewerb durchgeführt, in dem letztlich der Entwurf des Architektenteams Hausen/Rave in Münster zur Ausführung ausgewählt wurde. Der erste Spatenstich erfolgte am 1. April 1962, die Grundsteinlegung am 3. Juni 1962 im Beisein des Dechanten Theodor Denkhoff (1904–1972). Bis zur Fertigstellung des Kirchengebäudes diente ab dem 10. März 1962 eine Notkirche im ehemaligen Kinosaal Effkemann an der Weseler Straße als Gottesdienstraum.
Am 29. Juni 1963 wurde die neue Kirche St. Pius, eine einschiffige Saalkirche, durch den damaligen Essener Bischof Franz Hengsbach eingeweiht. Ein Kirchturm wurde nie ausgeführt.
Im Zuge einer Restrukturierung des Bistums Essen wurde die abgepfarrte St.-Pius-Gemeinde im April 2004 wieder in die Mutterpfarre Herz Jesu Sterkrade zurückgegliedert. Im Jahr 2006 erhielt sie dann den Status einer so genannten weiteren Kirche, infolgedessen wurden bistumsseitig keine weiteren Gelder mehr für Unterhaltung und Erhaltung gewährt. Nachdem dann auch die Mutterpfarre Herz Jesu 2007 ihren Status als Pfarre verloren hatte und Bemühungen um eine Erhaltung der St.-Pius-Kirche fehlgeschlagen waren, wurde das Grundstück verkauft. Am 13. Januar 2008 wurde letztmals in St. Pius die Heilige Messe mit dem damaligen Essener Bischof Felix Genn gefeiert. Die Altarreliquien der Heiligen Pius und Bonifatius wurden in die Herz-Jesu-Kirche Sterkrade überführt. 2011 wurde das Kirchgebäude abgerissen und an seiner Stelle Wohnungen errichtet. Der ehemalige Grundstein von St. Pius mit seiner Kupferhülse und die Grundsteinurkunde sind in einer Vitrine in der Herz-Jesu-Kirche Sterkrade ausgestellt.

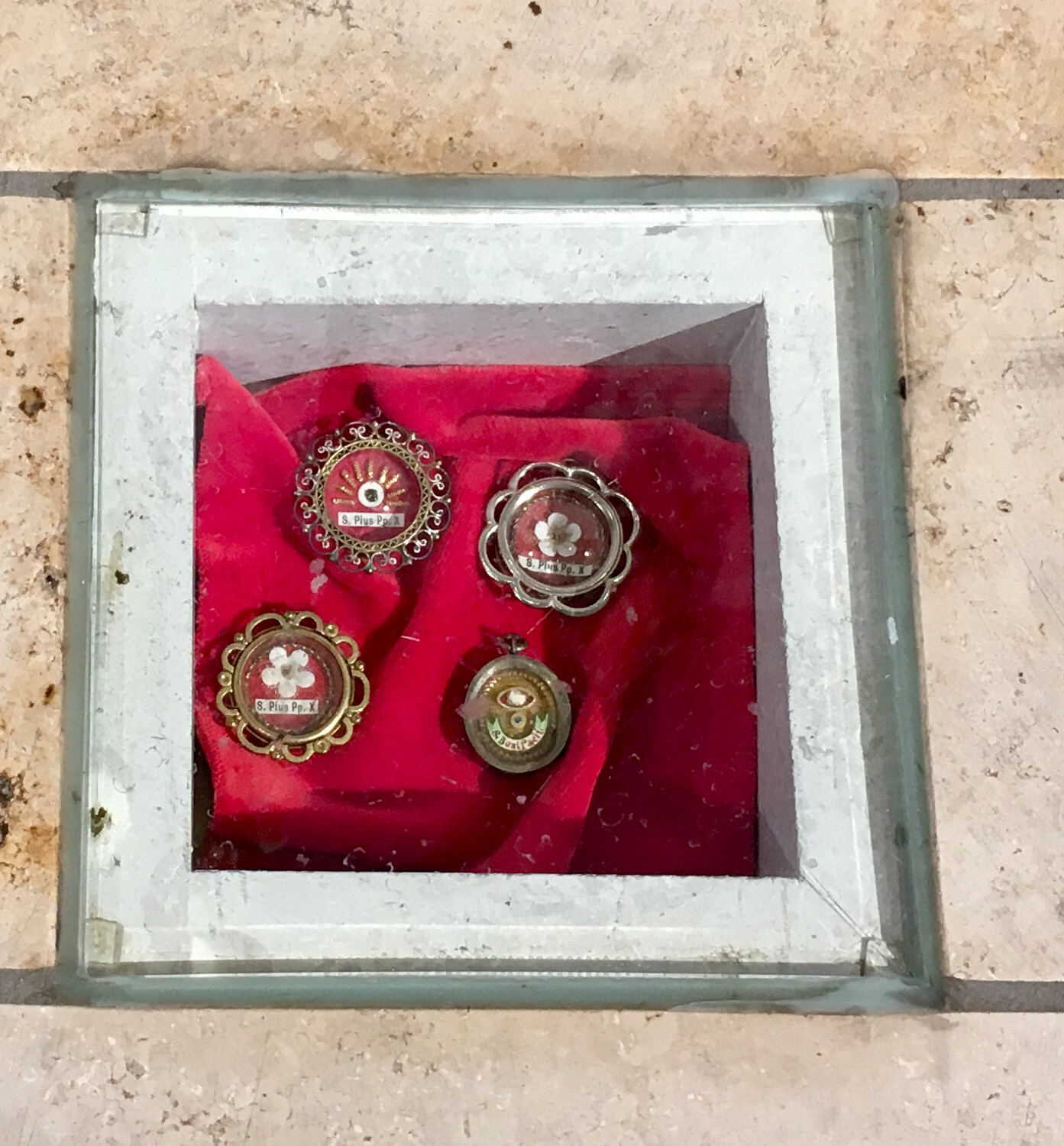
Reliquien des Hl. Pius X. und des Hl. Bonifatius nach Übertragung in die Herz-Jesu-Kirche

## Ausstattung

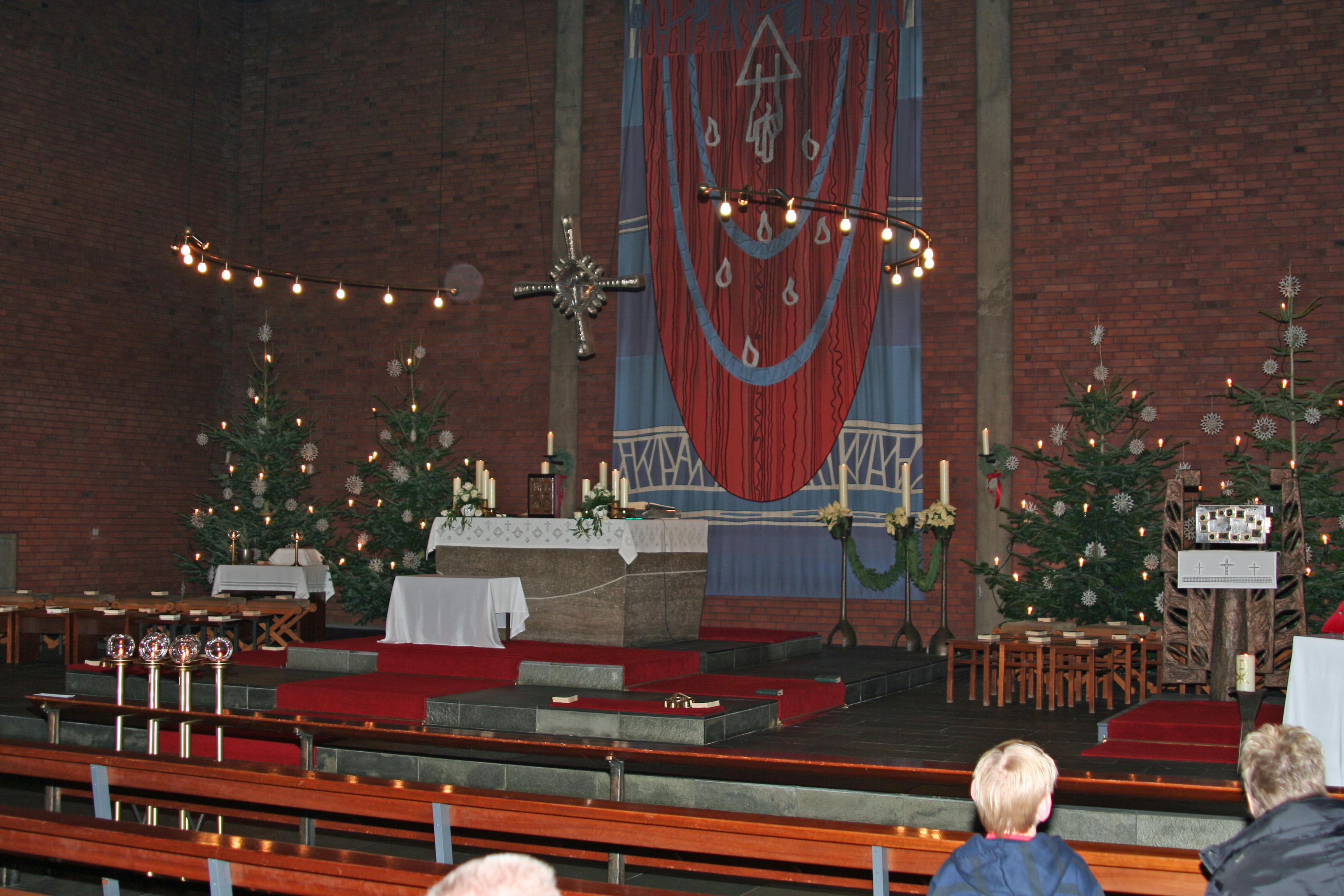
Altarraum der St.-Pius-Kirche während der letzten Messe 2008

Der Kevelaerer Künstler Heribert Reul (1911–2008) entwarf in den Jahren 1963 und 1968 für St. Pius Altar, Altarleuchter, Chorkreuz mit Korpus, Chorwand-Behänge, Kirchenportal mit drei Mosaiken, Kreuzwegstationen, Oberlichter, Pfarreisiegel, Tabernakel, Stele und Taufsteindeckel.
In den Seitenkapellen befanden sich Farbverglasungen des niederländischen Künstlers Hubertus Brouwer (1919–1980).
Am 1. Mai 1964 wurde in der Kirche eine Marienstatue der Münsteraner Bildhauerin Hilde Schürk-Frisch aufgestellt und gesegnet.

## Orgel
Im Februar 1968 wurde für die Kirche eine Orgel bei der Orgelbauwerkstatt Seifert in Kevelaer bestellt, die 1969 eingeweiht wurde. Am 3. Januar 1981 wurde das Instrument durch Brandstiftung zerstört. Nachdem in kurzer Zeit unter großem Einsatz der Gemeinde die Mittel aufgebracht worden waren, wurde bei der Werkstatt Weigle ein neues, größeres Instrument in Auftrag gegeben, das am 3. Juli 1983 eingeweiht wurde. Unter weitgehendem Verzicht auf besondere Spielhilfen entstand eine dreimanualige Orgel mit 30 klingenden Registern, vier Vorabzügen und einem Koppelmanual.
| II Hauptwerk C–g3      |       |
| Quintade               | 16′   |
| Prinzipal              | 8′    |
| Hölzern Gedackt        | 8′    |
| Harfpfeife             | 8′    |
| Octave                 | 4′    |
| Spitzviola             | 4′    |
| Rohrgedackt (Vorabzug) | 4′    |
| Kornettino IV          |       |
| Superoctave            | 2′    |
| Waldflöte              | 2′    |
| Quinte (Vorabzug)      | 1 ⁄3′ |
| Mixtur IV              | 1 ⁄3′ |
| Helltrompete           | 8′    |
| Tremulant              |       |

| III Schwellwerk C–g3 |        |
| Hölzern Flöte        | 8′     |
| Salizional           | 8′     |
| Schwebung            | 8′     |
| Schwellprinzipal     | 4′     |
| Rohrflöte            | 4′     |
| Nasatquinte          | 2 ⁄3′  |
| Schweizerpfeife      | 2′     |
| Terzflötlein         | 1 3⁄5′ |
| Octävlein (Vorabzug) | 1′     |
| Scharff IV           | 1′     |
| Musette              | 16′    |
| Hautbois             | 8′     |
| Tremulant            |        |

| Pedal C–f1          |       |
| Subbass             | 16′   |
| Oktavbass           | 8′    |
| Gemshorn            | 8′    |
| Dolkan (labial)     | 4′    |
| Rohrpommer          | 4′    |
| Schwegel (Vorabzug) | 2′    |
| Rauschpfeife IV     | 2 ⁄3′ |
| Fagott              | 16′   |
| Dunkeltrompete      | 8′    |

Koppeln: Koppelmanual, II/P, III/P

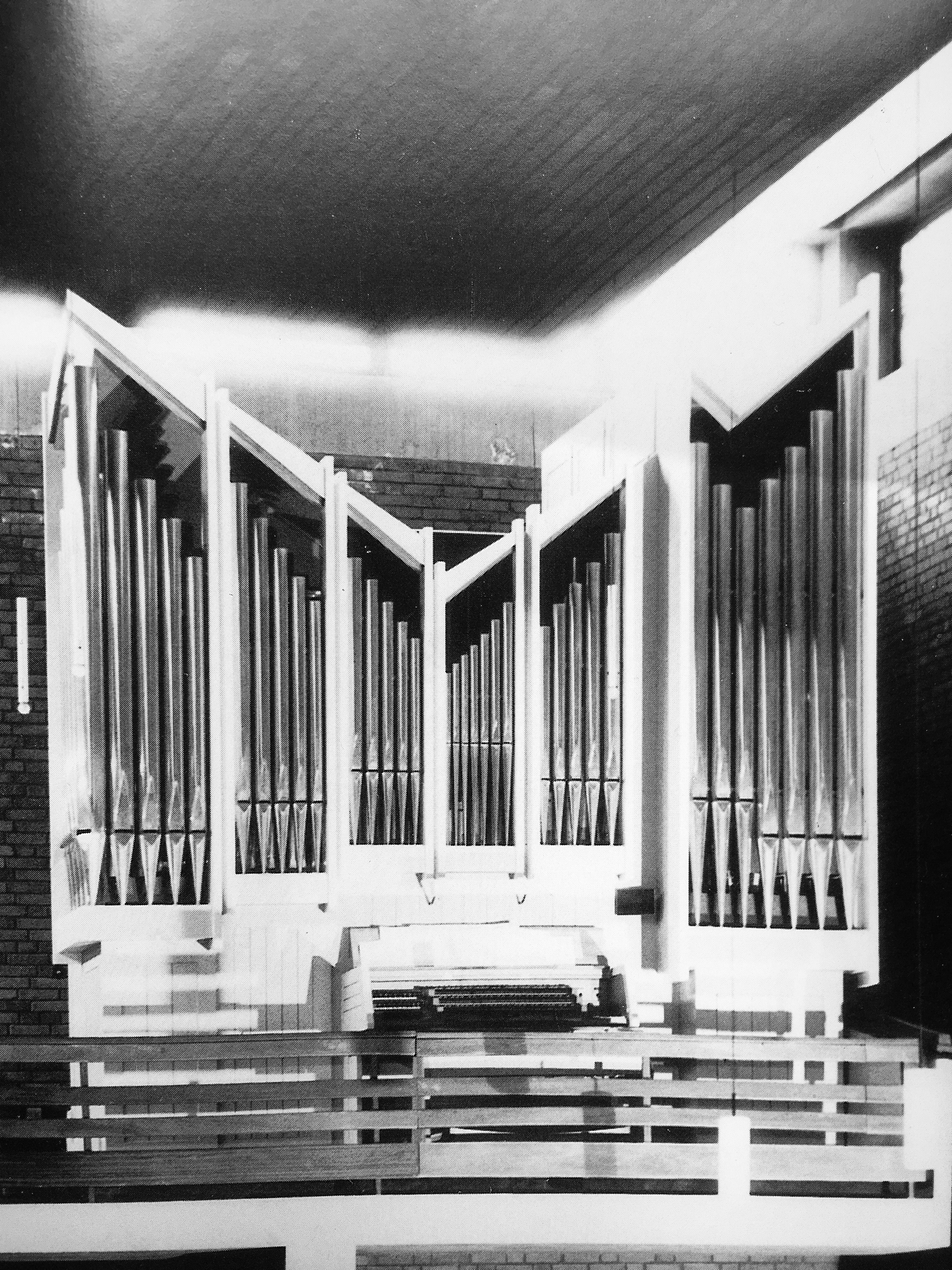
Prospekt der Weigle-Orgel in St. Pius

Im Zuge der Aufgabe der Kirche wurde das Instrument verkauft und 2008 von der Orgelbauwerkstatt Kreienbrink in das neu gestaltete Auditorium des Conservatorio di Musica Arrigo Boito im italienischen Parma versetzt.

## Liste der Priester
Die hauptverantwortlichen Geistlichen von St. Pius waren:
| Wirkungszeit | Titel              | Name           | Bemerkungen |
| ------------ | ------------------ | -------------- | --- |
| 1961–1962    | Vicarius Expositus | Franz Schröer  | von der Zeit der Gründung der Expositur St. Pius bis zur Erhebung zur Pfarrei                                                                                       |
| 1962–1984    | Pfarrer            | Franz Schröer  | Pfarrer Schröer verstarb nach schwerer Krankheit im Amt am 14. Dezember 1984, nach ihm ist der Franz-Schröer-Weg im ehemaligen Pfarrgebiet von St. Pius benannt     |
| 1985–2004    | Pfarrer            | Peter Bonna    | |
| 2004–2008    | Pfarrer und Pastor | Norbert Ghesla | von der Zusammenlegung von Herz Jesu und St. Pius, über die Eingliederung von Herz Jesu in die Großpfarrei St. Clemens Sterkrade 2007 bis zur Schließung der Kirche |